# Denys Corbet
Denys Corbet, né dans la paroisse de le Valle à Guernesey le 22 mai 1826 et mort dans la même île le 21 avril 1909, est un poète et peintre guernesiais.

## Biographie
Denys Corbet a fait sa scolarité dans l'école primaire de la paroisse de Le Valle à Guernesey. 
S'il a vécu principalement à Guernesey, c'est sur l'île de Jersey qu'il s'est marié en 1852 à Mary "Elizabeth" Wellington (1833-1909).
La famille s'est installée à Guernesey au lieu-dit "La Roberge", une ferme de la paroisse de La Forêt.
C'est dans cette paroisse qu'il a été instituteur mais également fermier et horloger. En 1890, il y a été élu connétable. 
On ne connait qu'une seule représentation contemporaine de Denys Corbet. Il s'agit d'un portrait pris par le photographe Arsène Garnier. 

## Le poète
Denys Corbet, qui se décrivait comme le Draïn Rimeux (dernier poète), écrivait en guernesiais. 
Influencé par George Métivier, Corbet est surtout connu pour ses poésies, notamment L'Touar de Guernesy, récit picaresque d’une excursion dans les paroisses de Guernesey.
En tant que rédacteur du journal francophone, Le Bailliage, il est également l’auteur de colonnes de prose en guernesiais sous le nom de Barnabé ou Badlagoule (« le bavard »).

## Le peintre
Denys Corbet a probablement été un peintre autodidacte. Il a commencé sa carrière à l'aquarelle puis s'est tourné vers la peinture à l'huile. Il est considéré comme rattaché à l’art naïf.
Parmi les sujets traités par l'artiste, on retrouve les vaches de Guernesey, les chevaux et l'habitat de l'île anglo-normande.  

## Distinctions
En 2011, une plaque a été inaugurée au lieu-dit "La Roberge", son ancienne habitation, par le bailli de Guernesey, Sir Geoffrey Rowland. 

## Publications
- Les Feuilles de la forêt, Guernesey, F. Clarke, Arcade des États, 1871.
- Le Jour de l'An, 1874-1877.
- Les Chants du draïn rimeux, Guernesey, Frédéric-B. Guérin, 1884.

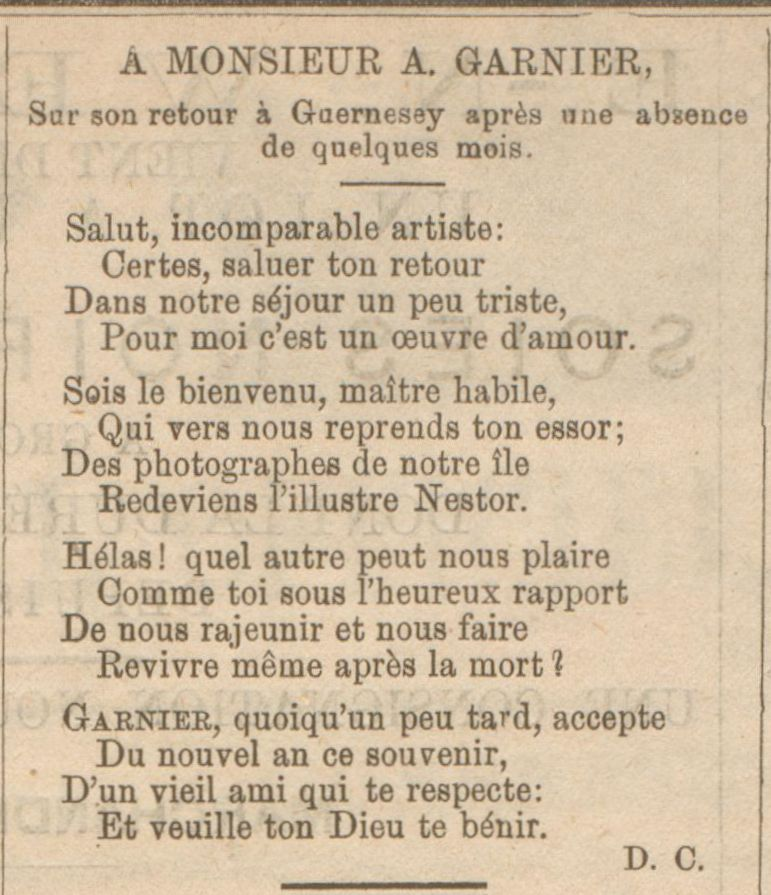
Poème de Denys Corbet à l'attention du photographe Arsène Garnier, publié dans La Gazette de Guernesey du 19 avril 1876.
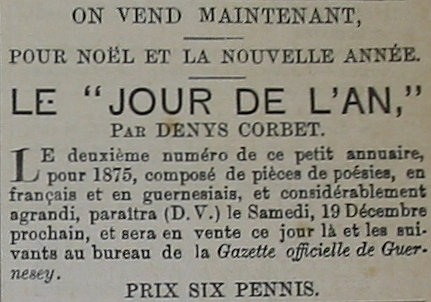
Le Jour de l'An (1875).
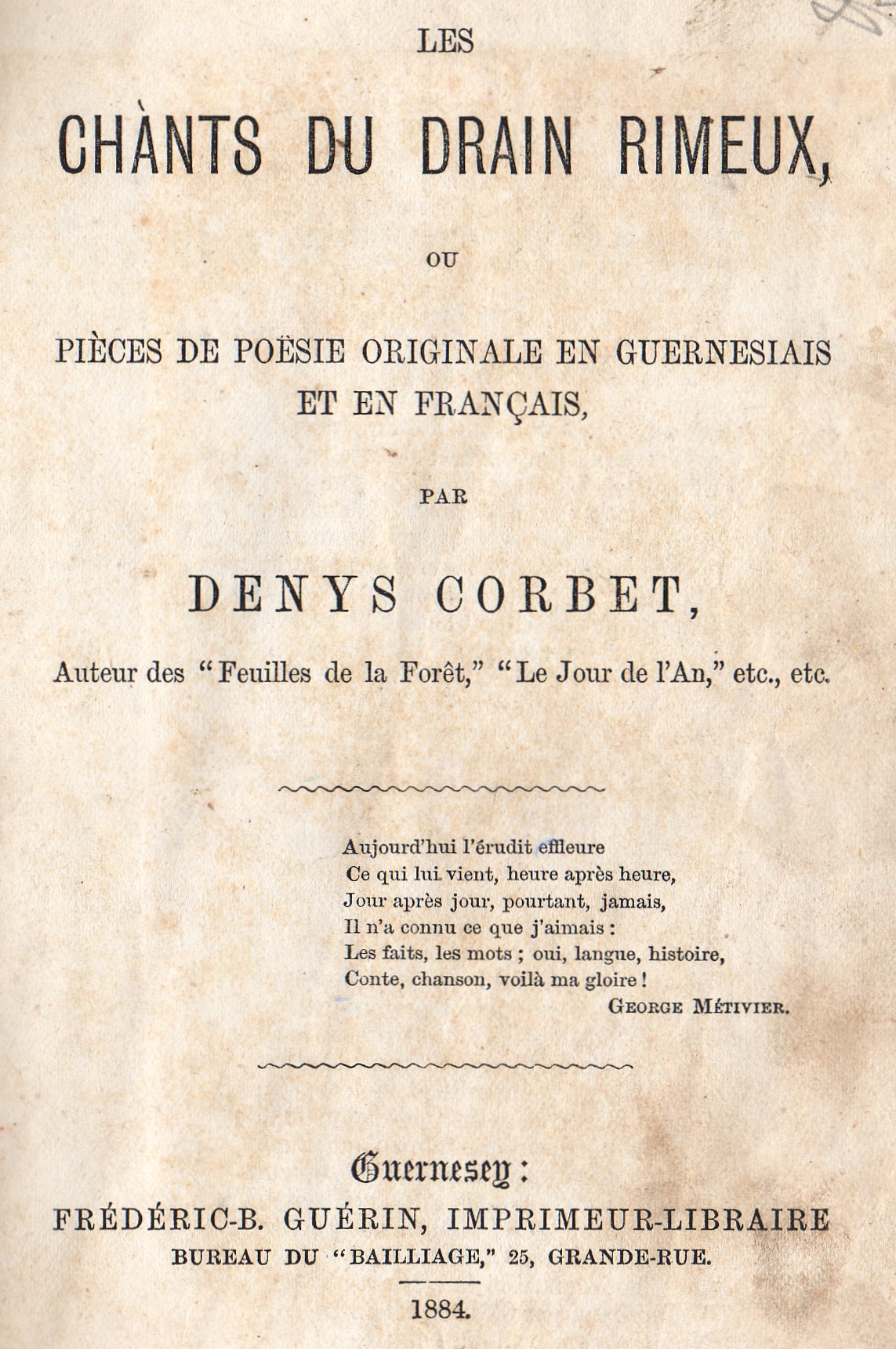
Chants du Drain Rimeux (1884).

## Œuvres dans les collections publiques
- Guernesey, Guernsey Museum and Art Gallery :
  - Poney gris devant un vignoble, huile sur panneau[1] ;
  - Autoportrait, huile sur toile[2].

## Sources
- Corbet, Christian. Denys Corbet - Forensic Analysis Canadian Art Pulbications, 2009. ISBN